# Benzoát vápenatý
Benzoát vápenatý je vápenatá sůl kyseliny benzoové (kyseliny benzenkarboxylové). V potravinářství je známa pod svým E kódem E 213.

## Výskyt
Kyselina benzoová, soli a estery kyseliny benzoové jsou běžně obsaženy ve většině ovoce, především v bobulovitých plodech.Brusinky jsou velmi bohatým zdrojem benzoové kyseliny. Kromě ovoce se benzoáty přirozeně vyskytují v houbách, skořici, hřebíčku a několika mléčných výrobcích (jako výsledek bakteriálního kvašení). Pro komerční účely je tato látka připravována chemicky z toluenu.

## Použití
Kyselina benzoová a benzoáty jsou používány jako konzervační prostředky v kyselých výrobcích proti kvasinkám a plísním, benzoát vápenatý se však používá nejméně často. Jsou neúčinné proti bakteriím a v produktech s pH 5 a vyšším (slabě kyselé či neutrální). Vysoké koncentrace způsobují kyselou příchuť, což omezuje jejich použití. Benzoáty jsou často upřednostňovány díky své lepší rozpustnosti.

## Nebezpečí
- V používaných koncentracích nemá žádné vedlejší účinky. U některých lidí mohou kyselina benzoová a benzoáty uvolňovat histamin a způsobovat pseudoalergické reakce.